# 超二次曲面体

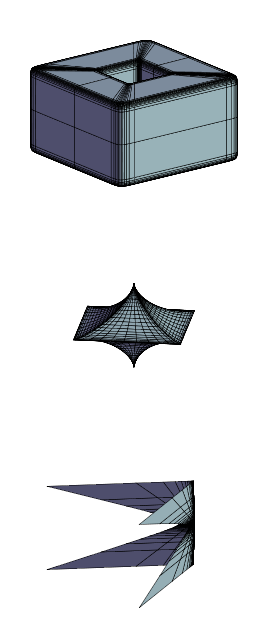
一些超二次曲面体

超二次曲面体（英文：Superquadric）是一类几何体，其表面方程由椭球体或其他二次曲面体方程演化而来。将椭球体表面方程中的指数由2更改为其他任意正实数，即得到超二次曲面体。
超二次曲面体可以表达圆角或近似方角的立方体、八面体、圆柱等诸多形状，是一种很好的计算机三维图形模型。